# Christian Audigier
Pour les articles homonymes, voir Audigier.
Christian Audigier, né le 21 mai 1958 à Gap (Hautes-Alpes), et mort le 9 juillet 2015 à Los  Angeles,, est un créateur de mode et entrepreneur français. L’homme a bâti son entreprise aux États-Unis, notamment avec les marques Von Dutch et Ed Hardy. 

## Jeunesse
Christian Audigier est le fils de Georges Victor Audigier, un mécanicien originaire de Saint-Pierre-de-Colombier en Ardèche. Élevé par sa mère, il quitte l'école à quatorze ans pour travailler.[réf. nécessaire]

## Carrière
Christian Audigier s'infiltre dans le monde de la nuit tropézienne et devient l'ami de Johnny Hallyday. Il organise pour ce dernier des soirées dans sa villa La Lorada.
Audigier part pour Bali en 1990 pour y récupérer sa fille[Quoi ?]. Il y reste pour diverses affaires commerciales[Lesquelles ?]. Il y est condamné à dix ans de prison en 1999 pour possession de stupéfiants mais sort après avoir seulement purgé trois mois et demi de détention. Pour cela, selon le journal Libération, il « arrose les autorités de milliers de dollars ».
Officiellement, il part s'installer à Los Angeles en 2000 avec 500 $ en poche. Mais en réalité, Audigier vit depuis longtemps clandestinement aux États-Unis et doit ruser pour venir en France participer aux salons de la mode. Pour ne pas se faire prendre au retour, il doit éviter les frontières aéroportuaires des États-Unis car il séjourne illégalement, sans la fameuse carte verte qui donne le statut de résident permanent. Néanmoins, une fois devenu multi-millionnaire, créateur de nombreux emplois et généreux donateur de plusieurs fondations, le FBI semble oublier son passé clandestin.
Christian Audigier approche de nombreuses personnalités et se constitue une clientèle de renom à Hollywood :Michael Jackson, Britney Spears, Jessica Alba, Mariah Carey, Paris Hilton, Miley Cyrus, Snoop Dogg, Chris Brown, Usher, Fergie ou encore Madonna,.
Il se fait connaître en offrant des casquettes et tee-shirts à l'effigie de sa marque dans sa boutique de Melrose Avenue et paye des paparazzis pour photographier des stars comme Britney Spears, Justin Timberlake, Madonna ou Mickey Rourke avec ses produits. Cette technique marketing se nomme le « celebrity wear ».
Ses plus récentes entreprises sont la marque Ed Hardy ainsi que Smet, fruit d'un projet commun avec Johnny Hallyday. Il possède également une marque à son nom. Audigier collabore également avec une coopérative viticole du sud de la France : la cave coopérative de Montpeyroux (Hérault) et commercialise une partie de la production sous sa propre marque et sous forme de « bouteilles design ».
Il est aussi connu pour ses réceptions festives fréquentées par la jet set à Los Angeles.
Il lance la marque Crystal Rock, inspirée par sa fille Crystal.
Lors de son cinquantième anniversaire en 2008, Audigier organise une gigantesque fête dans laquelle il invite des célébrités, comme Dennis Rodman, Snoop Dogg, Fergie, Johnny Hallyday et Michael Jackson. À part les organisateurs de la fête, personne, dans la salle, n'est informé de l'arrivée de ce dernier. Michael Jackson surnomme à cette occasion son ami styliste « the king of fashion » (« Le roi de la mode »).
En mai 2009, il publie son autobiographie, Mon American Dream : des cités d'Avignon à la cité des anges.
Ses sociétés produisent un chiffre d'affaires de 264 millions de dollars en 2009.
En août 2009, Audigier s'associe avec le cinéaste français Kader Ayd pour produire le film Five Thirteen dans lequel il interprète le rôle d'un Français installé à Los Angeles. Il a pour partenaires à l'écran Danny Trejo, Tom Sizemore, Gary Dourdan ou encore Steven Bauer.
En octobre 2009, il se dit intéressé pour prendre une part des actions de la société Club Méditerranée, à hauteur de 1 à 3 %.
En 2011, il vend la marque Ed Hardy à la société Iconix Brand Group pour 62 millions de dollars.
En 2014, Audigier s'associe (joint venture) à Pretorian, marque brésilienne issue des arts martiaux mixtes, pour la commercialiser. En août 2014, Christian Audigier dessine 30 pièces de mode pour la marque parmi lesquels des T-shirts, des hoodies, des shorts, des outerwear, des sacs, des couvres-chefs dans une ligne sportwear, la marque souhaitant aller au delà des vêtements de sport et s'orienter vers la mode.

## Vie privée
Christian Audigier a quatre enfants : Rocco Mick Jagger, Dylan, Crystal et Vito.

## Décès
Christian Audigier meurt à l'âge de 57 ans, le 9 juillet 2015 à Los Angeles des suites d'un syndrome myélodysplasique (MDS).
Deux semaines plus tard, la cérémonie se déroule en musique et des airs de rock’n’roll. C’est dans son ranch californien de Malibu que ses proches et amis lui rendent un dernier hommage, le dimanche 19 juillet 2015.
Ses cendres sont déposées en juillet 2015 au pied de la statue du Christ à Rio de Janeiro.[réf. nécessaire]

## Marques

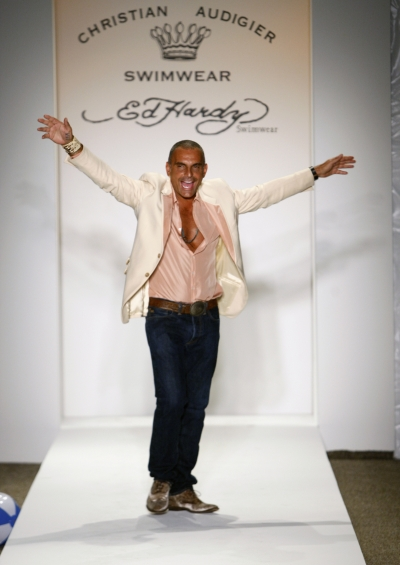
Christian Audigier en 2008.

- Christian Audigier
- Ed Hardy
- Smet
- Crystal Rock
- Paco Chicano
- C-Bar-A
- Rock Fabulous
- CA Motoring
- VIF Speedshop
- Garage Parts
- Fiorucci
- Von Dutch
- Dammage 7

## Filmographie
- 2017 : Seth
- 2014 : Death Squad (Vito)
- 2013 : Five Thirteen (Henry)
- 2011 : Ed Hardy Boyz 2 : The Case of When That Hot Filipina Girl Lost Her Tramp Stamp at Mini-Golf
- 2009 : Bob Ghetto (TV Series) - Le jour de gloire

## Documentaires
- 2016 : Vif
- 2015 : Fashion News Live (Episode #21.4)
- 2008 : Tellement People (Episode #1.4)

## Télé-réalité
- 2012 : Sweden's Next Top Model (jury)
- 2009 : Crystal Audigier, tel père telle fille
- 2007 : US tour me voilà !
- 2007 : Janice & Abbey
- 2006-2008 : The Janice Dickinson Modeling Agency